# Stage Junior
Stage Junior var en musiktävling för ungdomar i åldrarna 8–15 (2006) och 10–15 år (2007) som TV 4 arrangerade 2006 och 2007. De vinnande bidragen skickades till Junior Eurovision Song Contest där de fick representera Sverige. 2008 valde TV4 att inte delta i Junior Eurovision Song Contest 2008.
2009 medverkade Sverige igen i Junior Eurovision Song Contest genom TV4, men den här gången var det en jury som utsåg vinnaren. 2010 hoppade TV4 återigen av tävlingen.

## Vinnare
- 2006: Molly Sandén - Det finaste någon kan få
- 2007: Frida Sandén - Nu eller aldrig

## Programledare
- 2006–2007: Agneta Sjödin och Adam Alsing